# Sirak
Sirak (szlovákul: Širákov) község Szlovákiában, a Besztercebányai kerületben, a Nagykürtösi járásban.

## Fekvése
Nagykürtöstől 16 km-re délnyugatra fekszik.

## Története
1303-ban "Kezew" néven említi először oklevél. 1356-ban "Syrok alias Kezu", 1381-ben "Syrak", 1389-ben "Syraak" alakban említik a korabeli forrásokban. Siráki János birtoka, majd a 15. századig a leszármazottaié. Később több nemes család volt a birtokosa. 1715-ben 2, 1720-ban 5 háza állt. A falunak egykor híres borászata volt, később azonban főként a megfelelő kereskedelmi utak hiányában ez háttérbe szorult. 1828-ban 56 házában 336 lakos élt, akik főként mezőgazdasággal, szőlőtermesztéssel foglalkoztak.
Vályi András szerint "SIRÁK. Magyar falu Hont Várm. földes Urai több Uraságok, lakosai katolikusok, ’s másfélék, fekszik Kőkeszihez nem meszsze, mellynek filiája; határja jó, borai nevezetesek, ’s némellyek frantzia bor gyanánt iszszák; legelője, fája elég van."
Fényes Elek szerint "Sirák (Sirakov), magyar f., Honth vmegyében; B. Gyarmathoz északra 2 mfd. 290 kath., 50 evang. lak. Hires bora, és sok gyümölcse van. F. u. többen. Ut. p. Balassa-Gyarmat."
Hont vármegye monográfiája szerint "Sirák, magyar kisközség, 52 házzal és 252 róm. kath. vallású lakossal; vasúti állomása és távirója Balassagyarmat, postája Kőkeszi. 1391-ben Siráki János, Balázs fia, a sági konvent előtt egyezsébet köt a Csehi családbeliekkel, a Felkeszi, másként Sirák nevű birtok tárgyában, 1494-ben Kinizsi Pál országbiró tesz bizonyságot arról, hogy a Siráki-család Sirák, vagy Felkeszi községben Remete Márton telkét Mocskos Jánosnak átadta. A mult század első felében Berócz Dénes és Kálmán, Szabó Antal és Lábody Imre voltak a földesurai. Jelenleg nagyobb birtokosa nincsen."
A trianoni békeszerződésig Hont vármegye Ipolynyéki járásához tartozott. 1938 és 1944 között újra Magyarország része.

## Népessége
| Év:            | 1994. | 2004.   | 2014.    | 2024.    |
| -------------- | ----- | ------- | -------- | -------- |
| Emberek száma: | 256   | 244     | 205      | 181      |
| Eltérés:       |       | -4,68 % | -15,98 % | -11,70 % |

| Év:            | 2023. | 2024.   |
| -------------- | ----- | ------- |
| Emberek száma: | 184   | 181     |
| Eltérés:       |       | -1,63 % |

1880-ban 294 lakosából 273 magyar, 13 szlovák anyanyelvű és 8 csecsemő volt; ebből 224 római katolikus, 52 evangélikus és 18 zsidó.
1890-ben 247 lakosából 242 magyar és 5 szlovák anyanyelvű volt.
1900-ban 253 lakosából 244 magyar és 7 szlovák anyanyelvű volt.
1910-ben 301 lakosából 283 magyar és 18 szlovák anyanyelvű, ebből 273 római katolikus, 24 evangélikus, 2-2 református és zsidó vallású volt.
1921-ben 317 lakosából 276 magyar és 41 csehszlovák volt.
1930-ban 315 lakosából 257 magyar és 57 csehszlovák volt.
1941-ben 357 lakosából 338 magyar és 19 szlovák volt.
1970-ben 382 lakosából 273 magyar és 106 szlovák volt.
1980-ban 359 lakosából 241 magyar és 116 szlovák volt.
1991-ben 284 lakosából 242 magyar és 40 szlovák volt. 
2001-ben 255 lakosából 194 magyar és 61 szlovák volt.
2011-ben 216 lakosából 141 magyar és 66 szlovák.

## Neves személyek
- Itt született Fábián János (1832-1923) esztergomi tiszteletbeli kanonok.

## Nevezetességei
- Imaház

## Külső hivatkozások
- Községinfó
- Sirak Szlovákia térképén[halott link]
- E-obce.sk Archiválva 2008. december 6-i dátummal a Wayback Machine-ben